# RWE
Die RWE AG (bis 1990 Rheinisch-Westfälisches Elektrizitätswerk AG) mit Sitz in Essen ist ein börsennotierter Energieversorgungskonzern. Am Umsatz gemessen war er zeitweise der zweitgrößte Versorger Deutschlands und gehört zu den großen Vier Energieversorgern. Der Konzern gehört in den Niederlanden seit der Übernahme von Essent zu den führenden Energieversorgern und ist auch in anderen Märkten (beispielsweise Großbritannien, Belgien, Österreich, Tschechien, Osteuropa, Türkei, USA, Taiwan) vertreten.

## Geschichte

### Bis 2000

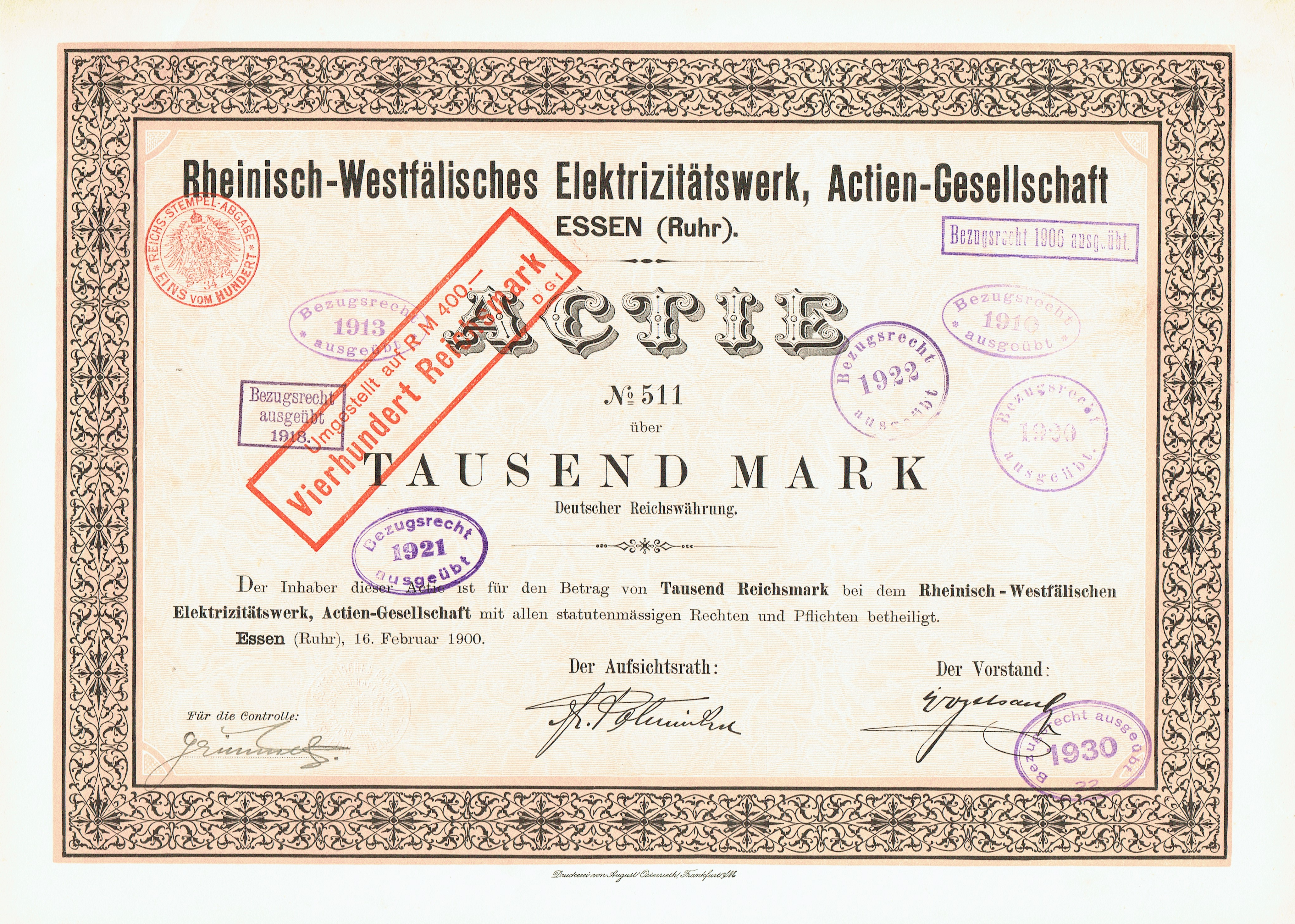
Aktie über 1000 Mark der Rheinisch-Westfälisches Elektrizitätswerk AG vom 16. Februar 1900

1898 wurde RWE als Rheinisch-Westfälisches Elektrizitätswerk AG als Stadtwerk in Essen gegründet. Unter Hugo Stinnes expandierte RWE rasch zur Überlandzentrale durch niedrige Preise und Ausweitung des Absatzes. Stinnes’ Erfolgsrezept beruhte auf Verstromung der Steinkohle am Standort, gleichmäßigem Absatz seiner Steinkohle und Verringerung der Lastspitzen seiner Kraftwerke. Unter Beteiligung der Kommunen als Finanzierer und Absatzmarkt stieg RWE bis 1914 zu einem der größten Stromversorger im Kaiserreich auf. 1914 ging RWE mit dem Goldenbergwerk zur Verstromung der Braunkohle im Großkraftwerk über.
Nach der großen Ausweitung der Kraftwerkskapazitäten im Ersten Weltkrieg expandierte RWE mit dem Verbund zentraler Großkraftwerke weiter. Unter dem Vorstand Arthur Koepchen wurde in den 1920er Jahren die Nord-Süd-Leitung, eine Verbundleitung auf Höchstspannungsebene, gebaut: Tagsüber floss Strom der Wasserkraftwerke nach Norden, nachts Braunkohlestrom nach Süden, um Wasser in die Speicherkraftwerke zu pumpen. 1927/29 wurde das Versorgungsgebiet des RWE im sog. Elektrofrieden mit den anderen Stromversorgern festgelegt und im Energiewirtschaftsgesetz 1935 bestätigt. Die Marktstrukturkrise ab 1930 durch die Überdimensionierung der Großkraftwerke der 1920er Jahre löste sich durch die energieintensive Aufrüstung der Wehrmacht. Zum 1. Mai 1933 trat der Vorstand geschlossen der NSDAP bei.

Gegen Wilhelm Ricken, den technischen Direktor und designierten Generaldirektor des RWE, ermittelte seit Herbst 1943 die Staatspolizei Essen wegen „Wehrkraftzersetzung“. Der damalige Oberbürgermeister von Essen, Just Dillgardt, zugleich zweiter Vorsitzender im Aufsichtsrat von RWE, hatte Ricken bei der Staatspolizei angezeigt. Zuvor hatte er einen Hinweis des damaligen kaufmännischen Direktors und Vorstandskollegen Rickens Friedrich Praedel erhalten. Dieser „Vorstandskollege“ des RWE soll Dillgardt zur Anzeige gedrängt haben. Wilhelm Ricken wurde daraufhin am 20. Oktober 1943 verhaftet und am 8. März 1944 vom Volksgerichtshof u. a. wegen seiner Aussage „der Krieg werde enden wie 1918“ zum Tode verurteilt. Am 2. Mai 1944 wurde Wilhelm Ricken in Berlin-Plötzensee hingerichtet. 

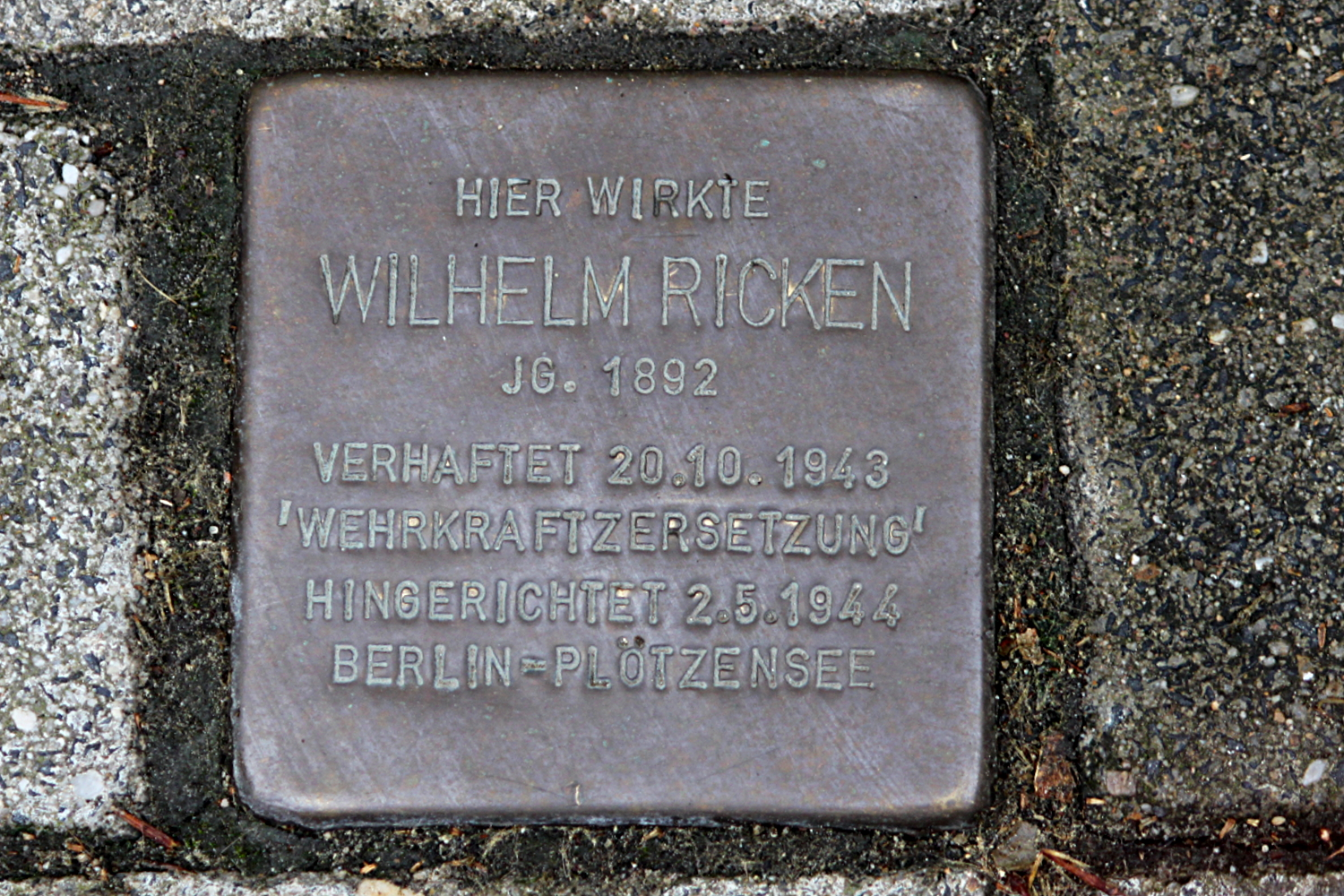
Stolperstein zur Verhaftung und Hinrichtung von Wilhelm Ricken

 An seiner letzten Wirkungsstätte in Essen erinnert heute ein Stolperstein an ihn und sein Schicksal.
Durch die Teilung Deutschlands nach dem Zweiten Weltkrieg stieg RWE zum mit Abstand größten Energieversorgungsunternehmen der Bundesrepublik auf. Bis Ende der 1960er Jahre setzte RWE weiterhin auf ihre Verbundwirtschaft aus Wasserkraft und Braunkohlestrom. 1974 begann mit der Inbetriebnahme des Kernkraftwerks Biblis A die Nutzung der Kernenergie. Durch die Debatten um das Waldsterben in den 1980er Jahren geriet der Schwefeldioxidausstoß seiner Braunkohlekraftwerke in den Blickpunkt der Öffentlichkeit. 1990 wurde das operative Geschäft des Mischkonzerns in den fünf Unternehmensbereichen Energie, Bergbau und Rohstoffe, Mineralöl und Chemie, Entsorgung sowie Maschinen-, Anlagen- und Gerätebau von den Führungsgesellschaften RWE Energie, Rheinbraun, RWE Dea, RWE Entsorgung, Rheinelektra und Lahmeyer getätigt. 1990 erwarb RWE in einem Konsortium anteilig großenteils die gesamte ostdeutsche Stromwirtschaft. Der Vertrag wurde im „Stromvergleich“ vor dem Bundesverfassungsgericht revidiert. In den 1990er Jahren war RWE mit RWE Telliance (1997 aufgegangen in o.tel.o) in der Telekommunikationsbranche tätig.

### Seit 2000
2000 fusionierte RWE mit seinem Konkurrenten Vereinigte Elektrizitätswerke Westfalen (VEW). Gleichzeitig wurden die Vorzugsrechte kommunaler Anteilseigner erworben. In den darauffolgenden Jahren hat sich RWE von einem Energie- und Wasserversorgungsunternehmen zu einem europäischen Konzern entwickelt. Im Zuge dessen reduzierte RWE langjährige Finanzbeteiligungen an Unternehmen wie Hochtief und Heidelberger Druckmaschinen.
Im Rahmen einer weiteren Konzentration auf Kernkompetenzen kündigte RWE im November 2005 an, das Wassergeschäft von RWE Thames Water in Großbritannien und von American Water in Nordamerika zu veräußern. RWE werde sich ausschließlich auf das Energiegeschäft (Strom und Gas) in Deutschland, Großbritannien, Benelux sowie in Mittel- und Osteuropa fokussieren. Mit dem Verkauf der RWE Umwelt im September 2004 an Remondis wurde der Ausstieg aus dem Entsorgungs-Geschäft abgeschlossen und mit dem Verkauf von Thames Water im Dezember 2006 wurde der Ausstieg aus dem Wasser-Geschäft eingeleitet. Der Börsengang von American Water erfolgte im April 2008. Die Fokussierung auf die beiden Energieträger Strom und Gas wurde auch durch die Gründung des Bereichs Midstream verdeutlicht, der die Gas-Aktivitäten des Konzerns koordiniert (zum Beispiel Gaseinkauf, Gastransport, Gasspeicherung).

RWE-Logo 2000–2007

Im Januar 2009 wurde bekannt, dass RWE die Übernahme des niederländischen Energieversorgers Essent plante. Die Europäische Kommission genehmigte diesen Plan im Juni 2009. Die Übernahme von Essent verzögerte sich bis September 2009, weil Essent zusammen mit dem niederländischen Versorger Delta Miteigentümer des Kernkraftwerks Borssele ist, in dessen Statuten festgelegt war, dass die Kontrolle über die Anlage in öffentlicher Hand verbleiben muss. Essent übertrug seinen wirtschaftlichen Anteil am Kernkraftwerk an RWE, die Kontrolle über das Kernkraftwerk verblieb aber in den Händen der öffentlichen Aktionäre. RWE erwarb 100 % der Energy Resources Holding (ERH), die wiederum zu 30 % an der Kraftwerksgesellschaft in Borssele beteiligt ist.

Logo, mit dem der Konzern in Deutschland von 2013 bis 2016 auftrat

RWE-Logo 2018–2019

Am 1. Dezember 2015 kündigte RWE an, den Konzern neu zu strukturieren: In Zukunft sollen die Geschäftsfelder erneuerbare Energie, Stromnetze und Vertrieb in einer neuen Gesellschaft gebündelt werden. Als Ziel wurde angegeben, den Bereich mit frischem Eigenkapital durch eine Kapitalerhöhung um 10 Prozent zu versorgen und an die Börse zu bringen oder an einen Investor zu verkaufen. In der dann deutlich größeren Tochtergesellschaft mit dem Namen „innogy“ sollten rund 40.000 der 60.000 Mitarbeiter beschäftigt sein und rund 40 Milliarden Euro Jahresumsatz erzielt werden.

#### Atomausstieg
RWE war unter Jürgen Großmann als Vorstandsvorsitzender ein Verfechter der Kernenergie in Deutschland und forderte eine Laufzeitverlängerung für Kernkraftwerke. Mit dem Atomausstieg nach der Nuklearkatastrophe von Fukushima wurde die noch im Jahr zuvor beschlossene Laufzeitverlängerung durch den Bundestag jedoch wieder rückgängig gemacht. Daraufhin reichte RWE im April 2011 beim Verwaltungsgerichtshof Kassel Klage gegen die Abschaltung von Biblis A und B auf Grund des Atom-Moratoriums ein. Der Klage wurde stattgegeben. Daraufhin reichte RWE Klage gegen das Bundesland Hessen und gegen die Bundesregierung ein. RWE verlangte Schadenersatz wegen entgangener Gewinne aus der Stromproduktion der Kernreaktoren.
Unter dem Vorstandsvorsitzenden Peter Terium (Juli 2012 bis Oktober 2016) leitete RWE eine Wende in der Unternehmensstrategie ein. So wurde aus finanziellen Gründen beschlossen, nicht nur in Deutschland, sondern auch international aus der mit sehr hohen Kapitalkosten verbundenen Kernenergie auszusteigen und sich an keinen weiteren Neubauprojekten von Kernkraftwerken zu beteiligen. RWE zog sich aus bereits geplanten Kernkraftprojekten in Großbritannien zurück. Stattdessen wolle man nun verstärkt die lange Zeit vernachlässigten erneuerbaren Energien ausbauen, darunter auch die Solarenergie. RWE ist an der Desertec Foundation beteiligt; die meisten Desertec-Gesellschafter stiegen 2014 aber aus. Terium betonte zudem, es sei rückblickend ein Fehler gewesen, die Solartechnik lange Zeit abgelehnt zu haben.
Im Herbst 2015 berichteten einige Medien, dass die von RWE gebildeten Rückstellungen für den Rückbau der vom Unternehmen betriebenen Kernkraftwerke möglicherweise nicht ausreichend seien. Die Zeitung Rheinische Post berichtete unter Berufung auf „Berliner Kreise“ von einer Finanzierungslücke von 7,5–10 Milliarden Euro. RWE bekräftigte hingegen, dass die Rückstellungen zum Zeitpunkt des Rückbaus voraussichtlich ausreichen werden, um diesen zu finanzieren. Die Diskrepanzen in den Berechnungen waren offenbar zumindest teilweise auf unterschiedliche Annahmen über die Verzinsung der Rückstellungen zurückzuführen. Terium warnte in einem Interview davor, dass im Falle weiterer ungeplanter Belastungen des Unternehmens, insbesondere der von der Bundesregierung angedachten Braunkohleabgabe, RWE nicht mehr genug Geld für den Rückbau haben könnte.

#### Kohleausstieg

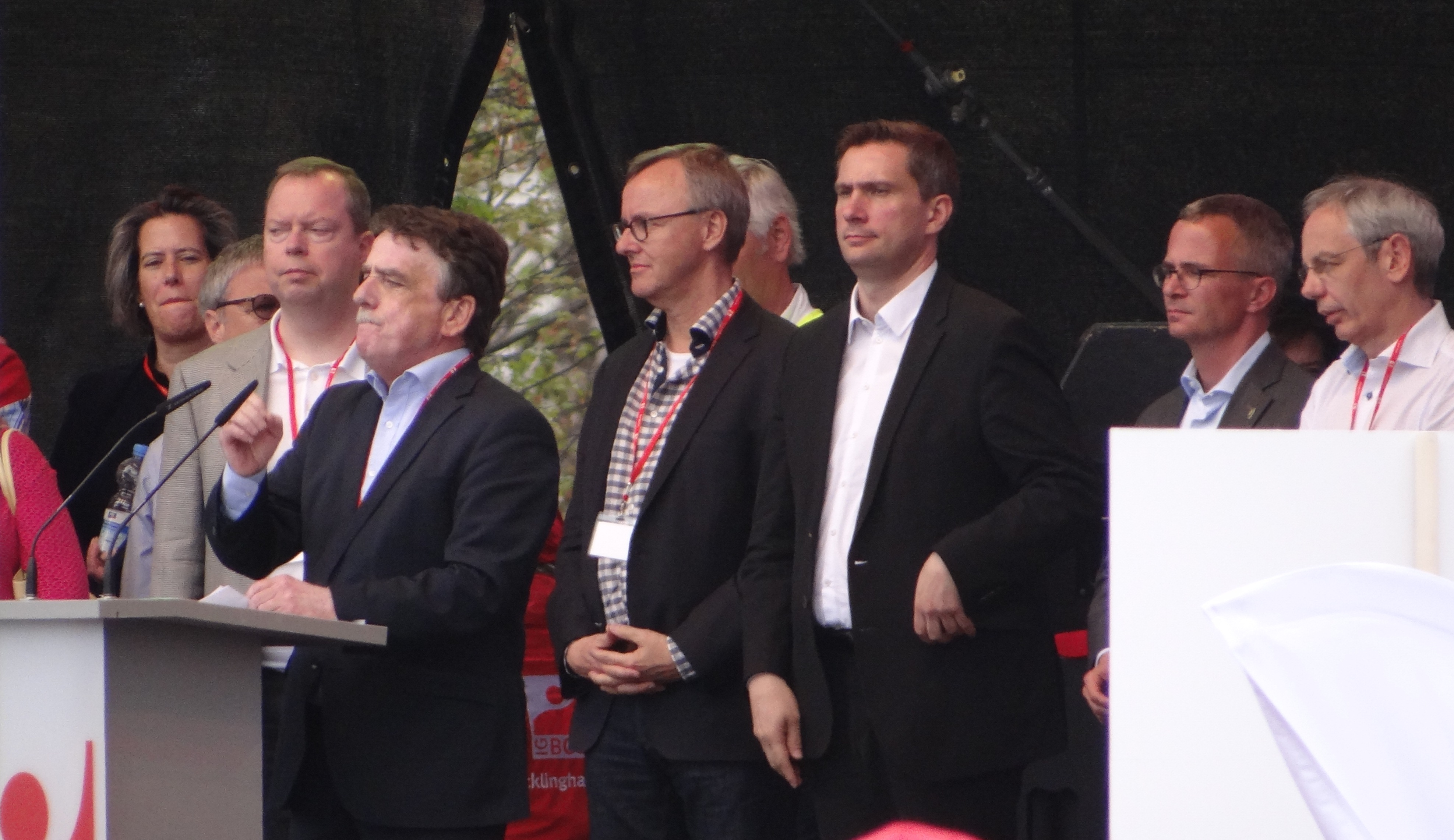
RWE-Manager Terium und Hartung neben Landesministern und Gewerkschaftern bei einer Kundgebung gegen den Nationalen Klimaschutzbeitrag im April 2015

Das Erneuerbare-Energien-Gesetz formulierte im Jahr 2000 das Ziel, bis 2050 80 % des Stroms in Deutschland aus erneuerbaren Energien zu erzeugen. Welche Rolle die Kohle – insbesondere die Braunkohle – dann noch spielen kann, war umstritten.
RWE äußerte im März 2014 bei Verhandlungen mit der Landesregierung von NRW (Kabinett Kraft II, eine rot-grüne Koalition), die Braunkohle könne bis Mitte des Jahrhunderts „einen wichtigen Beitrag zur Versorgungssicherheit leisten“.
RWE positionierte sich als Gegner eines Kohleausstiegs und befürwortete ein Festhalten an der Braunkohleverstromung. RWE warnte vor „Strukturbrüchen“, sollte ein Kohleausstieg in Deutschland eingeleitet werden. Nach Ansicht von Kritikern verpasste RWE mit dieser Strategie eine Lenkung des Kohleausstiegs – notwendige Anpassungen würden später umso gravierender ausfallen.
Im April 2014 beschloss das Kabinett Kraft II, die Braunkohle werde bis 2030 gebraucht und entschied, den Tagebau zu verkleinern: etwa 300 Millionen von insgesamt 1,3 Milliarden Tonnen Braunkohle sollten nicht mehr abgebaggert werden. RWE sah sich 2019 und 2020 mit einer wachsenden Anti-Kohlekraft-Bewegung im Rheinischen Braunkohlerevier konfrontiert.
Zur Verringerung der CO2-Emissionen muss die Nutzung von Kohlekraftwerken reduziert werden. Um dieses Ziel zu erreichen, gibt es verschiedene Konzepte: RWE forderte für die Stilllegung von Braunkohlekraftwerken die Einrichtung eines Kapazitätsmarkts, der durch eine Umlage bezahlt werden sollte. Die Bundesregierung plante für 2015 eine Reform des Strommarkts, wozu auch die Einführung eines Nationalen Klimaschutzbeitrags gehören sollte. RWE sah durch die Abgabe seine Braunkohletagebaue und Braunkohlekraftwerke bedroht und den Anfang eines Kohleausstiegs in Deutschland. Der Klimabeitrag wurde nach kontroverser politischer Diskussion und durch Druck der Gewerkschaften IG BCE und Verdi jedoch nicht eingeführt, stattdessen wurden nun einige Braunkohlekraftwerke oder Kraftwerksblöcke stillgelegt und in eine Sicherheitsbereitschaft überführt. Die Konzerne RWE, E.ON und MIBRAG sollten eine Vergütung von insgesamt 1,6 Milliarden Euro erhalten. Die Blöcke P und Q des Kraftwerks Frimmersdorf wurden am 1. Oktober 2017 in die Bereitschaft überführt und sollten am 30. September 2021 stillgelegt werden. Die Blöcke E und F des Kraftwerks Niederaußem wurden am 1. Oktober 2018 in die Bereitschaft überführt und sollten am 30. September 2022 stillgelegt werden. Der Block C des Kraftwerks Neurath wurde am 1. Oktober 2019 in die Bereitschaft überführt und sollte am 30. September 2023 stillgelegt werden. RWE sollte somit 1.448 MW vom Netz nehmen. Es wurde vermutet, dass die Braunkohlekraftwerke in Frimmersdorf und Niederaußem sowieso voraussichtlich um 2020 abgeschaltet worden wären. Demnach würden zusätzlich durch die Sicherheitsbereitschaft nur 292 MW des Blocks C in Neurath stillgelegt.
Laut einer im Auftrag von Greenpeace angefertigten Studie des Deutschen Instituts für Wirtschaftsforschung (DIW) dürfe man in Deutschland „nur noch maximal 280 Millionen Tonnen Braunkohle“ fördern, falls das Land die Ziele des Klimaschutzabkommens von Paris erfüllen wolle. RWE prognostizierte im Mai 2020 eine Fördermenge von 630 Millionen Tonnen Braunkohle.

Im November 2021, nach der Bundestagswahl 2021 und der UN-Klimakonferenz in Glasgow 2021, kündigte RWE an, seinen Umbau in Richtung erneuerbarer Energien zu beschleunigen. Dies könne einen schnelleren Ausstieg aus der Kohle ermöglichen. Der Vorstandsvorsitzende Markus Krebber sagte, er schließe einen vorzeitigen Ausstieg aus der Kohleverstromung nicht aus.
Am 4. Oktober 2022 kündigte RWE an, die Braunkohleverstromung bis 2030 zu beenden, um die deutschen Klimaschutzziele zu unterstützen und die Energiewende voranzutreiben. Diese Entscheidung wurde angesichts der Energiekrise getroffen, um die Versorgungssicherheit kurzfristig zu stärken, während langfristig ein sozialverträglicher Personalabbau geplant ist. Die Vereinbarung mit der Bundesregierung ermöglicht zudem Investitionen in erneuerbare Energien, um den Übergang zu beschleunigen.
Der niederländische Staat wollte bis 2030 aus der Kohleverstromung aussteigen und verpflichtete sich, die CO2-Emissionen um 25 Prozent gegenüber 1990 zu senken. Eine Klage gegen die Niederlande zog RWE 2023 zurück.

## Organisation

### Konzernstruktur
Das operative Geschäft der RWE AG ist in sechs Bereiche gebündelt:
- RWE Renewables Europe & Australia GmbH – Energieerzeugung an Land in Europa und Australien aus erneuerbaren Energien mit Sitz in Essen
- RWE Offshore Wind GmbH – Energieerzeugung aus Offshore Wind in Europa, Amerika und Asien mit Sitz in Essen
- RWE Clean Energy, LLC – Energieerzeugung an Land aus erneuerbaren Energien in den USA, Mexiko und Chile mit Sitz in Austin
- RWE Generation SE – Energieerzeugung aus Gas, Steinkohle, Wasser und Biomasse mit Sitz in Essen
- RWE Power AG – Konventionelle Energieerzeugung (Braunkohle) und Kernenergie mit Sitz in Essen
- RWE Supply & Trading GmbH – Beschaffung, Handel, Optimierung und Vermarktung mit Sitz in Essen. Auch Direktvermarktung erneuerbarer Energien und Emissionsrechtehandel.

Sitz des RWE-Konzerns im Nordviertel in Essen (RWE Platz 1)
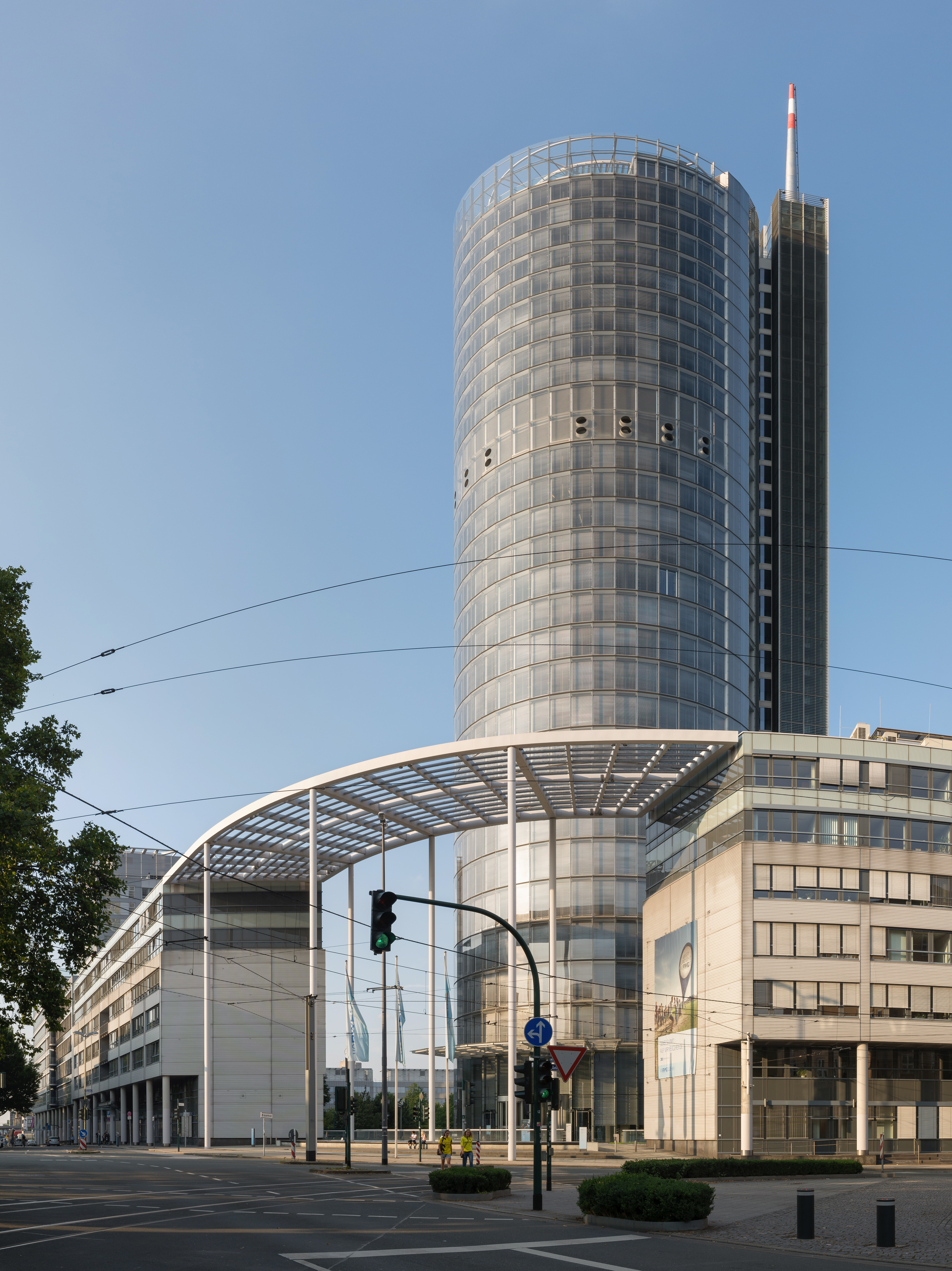
RWE Turm, Hauptverwaltung Westenergie am Opernplatz 1
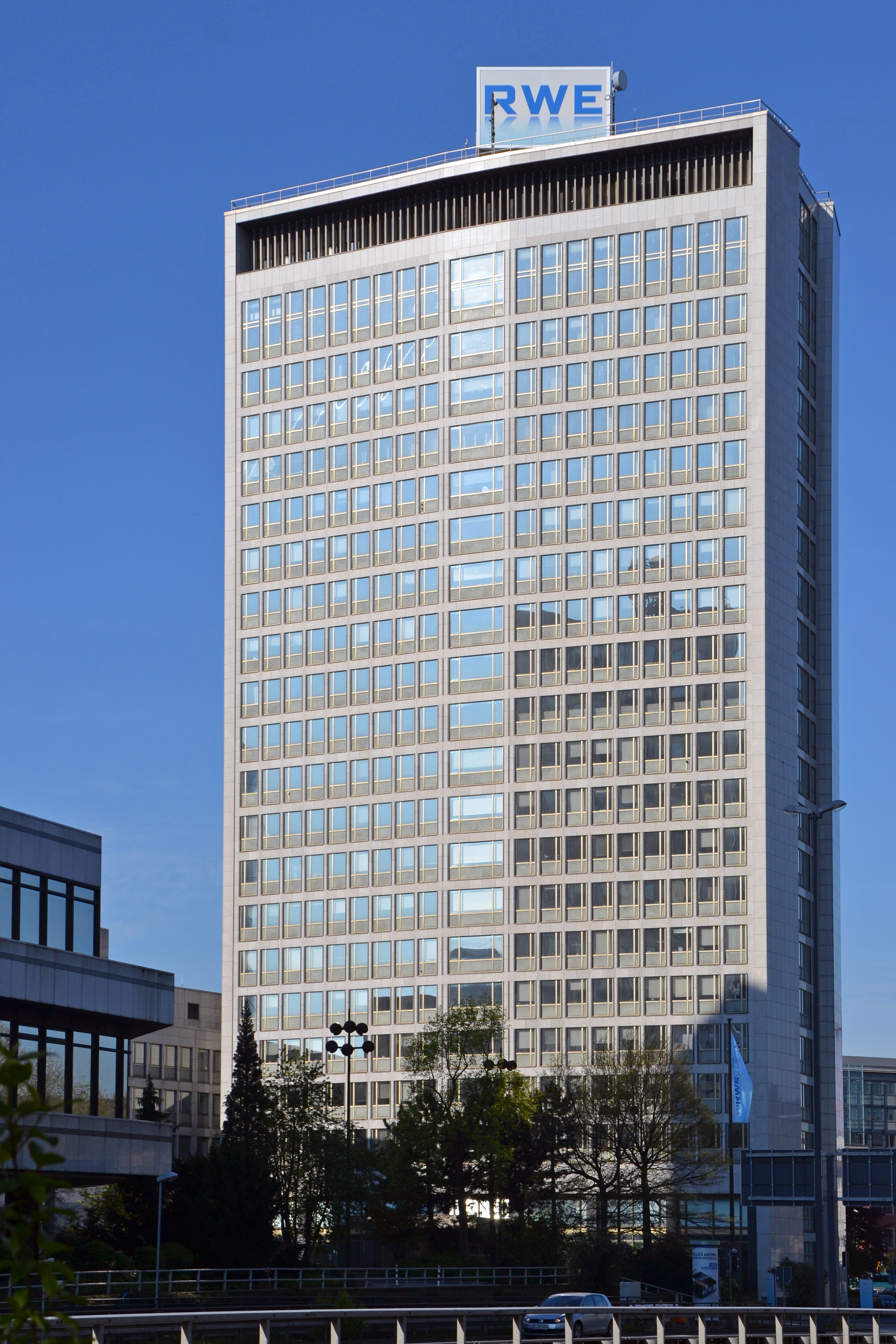
Ehemaliger Hauptsitz RWE-Deutschland AG in der Kruppstraße 5
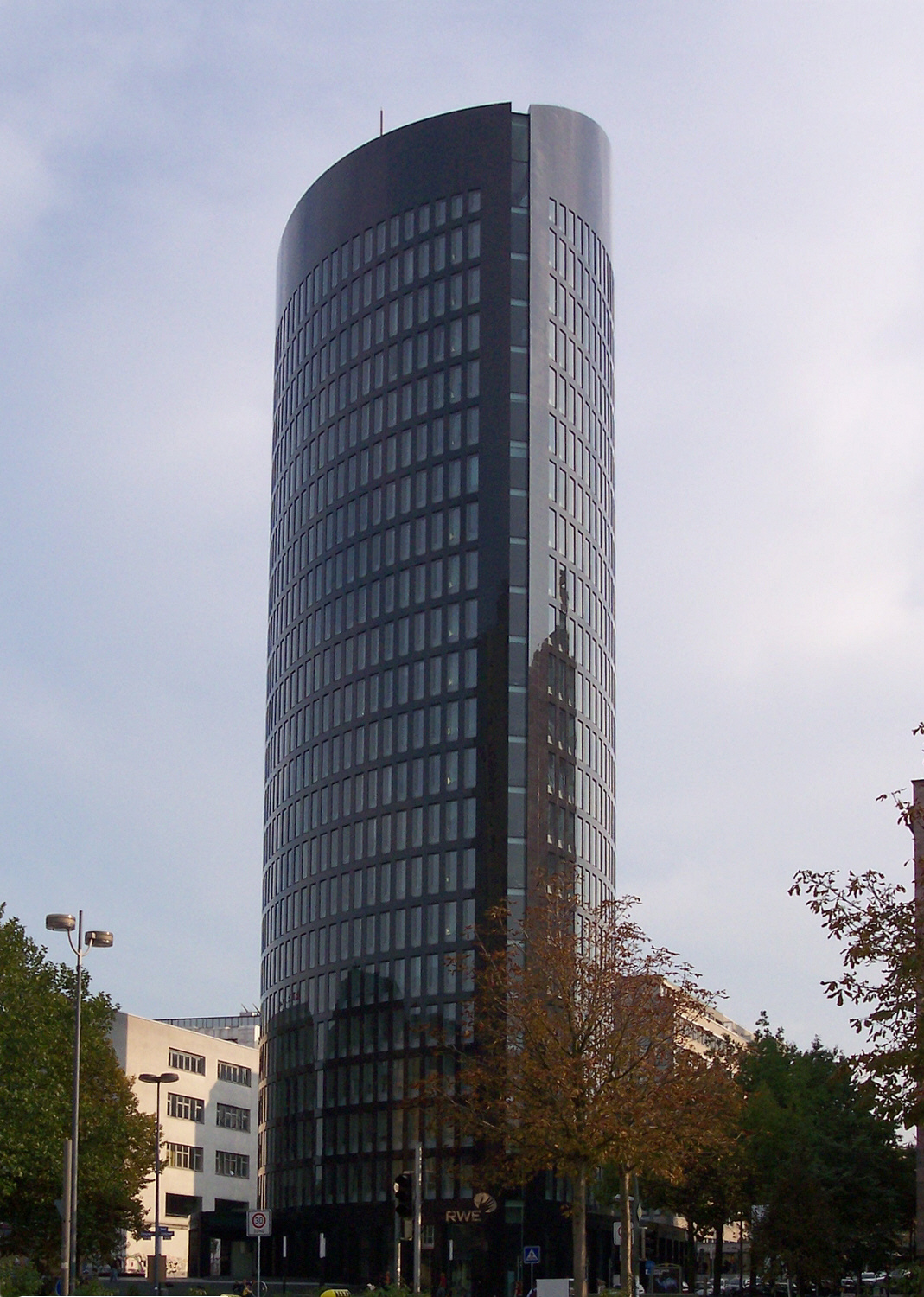
RWE Tower, ehemaliger Hauptsitz RWE Vertrieb in Dortmund Innenstadt

### Unternehmensleitung
Der Vorstand besteht seit Mai 2021 aus drei Mitgliedern: Dem Vorstandsvorsitzenden Markus Krebber, dem Finanzvorstand Michael Müller und der Personalvorständin und Arbeitsdirektorin Katja van Doren.
Vorsitzender des 20-köpfigen Aufsichtsrats ist Frank Appel. Stellvertretender Vorsitzender des Aufsichtsrats ist Michael Vassiliadis (Stellvertretender Vorsitzender der IG Bergbau, Chemie, Energie).

### Aktie und Anteilseigner
Das Grundkapital der Gesellschaft ist eingeteilt in rund 744 Millionen Stammaktien. Nach Beschluss der Hauptversammlung im Mai 2019 wurde der Handel mit Vorzugsaktien mit Ablauf des 28. Juni 2019 eingestellt und alle Vorzugsaktien in Stammaktien umgewandelt. Die Stammaktien sind seit 1988 Bestandteil des DAX. Der rund 4,8 %-Anteil des kommunalen Anteilseigners Dortmund wird als Festbesitz angesehen. Neben den meldepflichtigen Anteilseignern besitzen weitere knapp 80 Städte und Kreise einen Anteil am Grundkapital. Diese waren aus der Historie in zwei kommunalen Aktionärsverbänden aus Westfalen und dem Rheinland organisiert. Seit Juli 2021 sind alle Mitglieder im Verband Kommunaler Aktionäre (VKA) Rheinland gebündelt. Zusammen hielten sie rund 23 Prozent aller RWE-Aktien.
Im Jahr 2022 wurde die Übernahme von Con Edison Clean Energy Businesses zum Teil durch die Ausgabe einer Pflichtwandelanleihe im Nennwert von knapp 2,5 Mrd. Euro refinanziert, welche die Qatar Holding zeichnete. Nach deren Wandlung in neue Inhaberstückaktien der RWE wurde das Emirat Katar über seinen Staatsfonds Qatar Investment Authority zum größten Aktionär von RWE.
Aktionäre mit meldepflichtigen Anteilen zum 19. März 2023:
| Anteil | Anteilseigner              |
| ------ | -------------------------- |
| 9,09 % | Qatar Investment Authority |
| 6,73 % | BlackRock                  |
| 4,79 % | Stadt Dortmund             |
| 3,10 % | Amundi                     |

### Unternehmenskultur
Die gewachsene, traditionelle Unternehmenskultur von RWE ist stark von der Verwurzelung im rheinischen Bergbau und der Montanmitbestimmung geprägt. Sie ist konsensorientiert und bürokratisch. Charakteristisch für den Konzern ist die wechselseitige Einflussnahme durch und auf kommunale Anteilseigner. Diese ist durch nach Aktiengesetz nicht vorgeschriebene Regionalbeiräte institutionalisiert, in denen lokale Politiker, Vertreter städtischer Energieerzeuger und weitere Interessenvertreter sitzen. Diese erhalten von RWE eine Aufwandsentschädigung in Höhe von jährlich 6650 bis 7400 Euro. Das Kopfnicken mit Büffet bezeichnen Kritiker des Konzerns als „legalisierte Korruption“. Nach einem Rechtsstreit des Beirats Herbert Napp vor dem Bundesverwaltungsgericht müssen seit 2011 die kommunalen Beiräte die Vergütung abführen.
Auch kam es in diesem Zusammenhang in der Vergangenheit immer wieder zu direkten Zuwendungen an Kommunal- und Landespolitiker; so wurde im November 2004 bekannt, dass RWE unter anderem an Hermann-Josef Arentz 60.000 Euro jährlich bezahlt und kostenlos Strom geliefert hat. Ebenso wurden an den CDU-Generalsekretär Laurenz Meyer 81.800 Euro gezahlt und kostenlos Strom geliefert. Der Konzern begründete die Zahlungen mit einem „Kommunikationsfehler“. Durch diese sog. RWE-Affäre geriet RWEs Lobbyismuspolitik generell in die Kritik.
Lobbyisten des RWE-Konzerns beziehen über die SPD Hausausweise des deutschen Bundestags, mit denen sie direkten Zugang zum Gebäude haben.

## Produktionsanlagen

### Energieträger und Kraftwerke

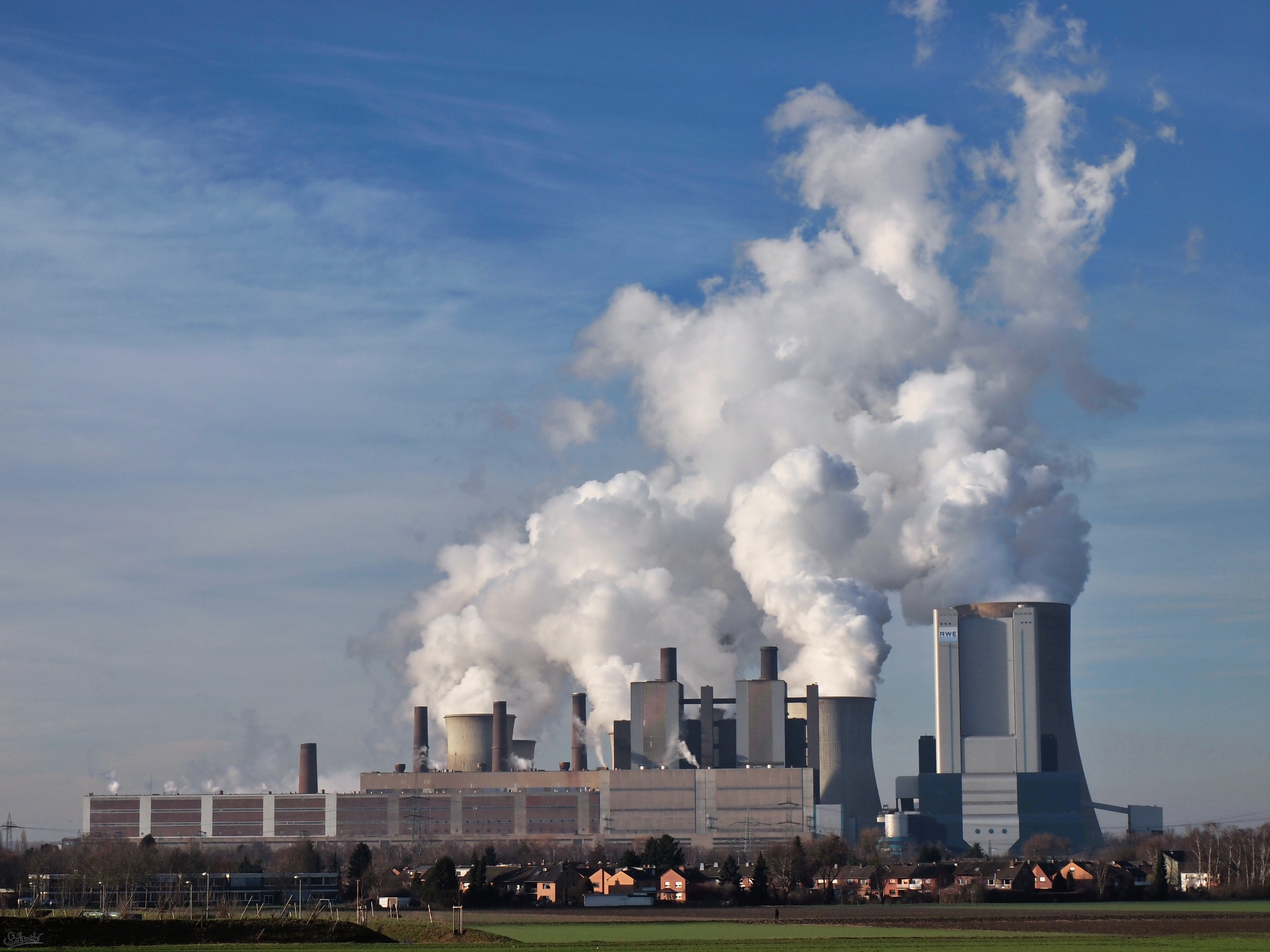
Kraftwerk Niederaußem

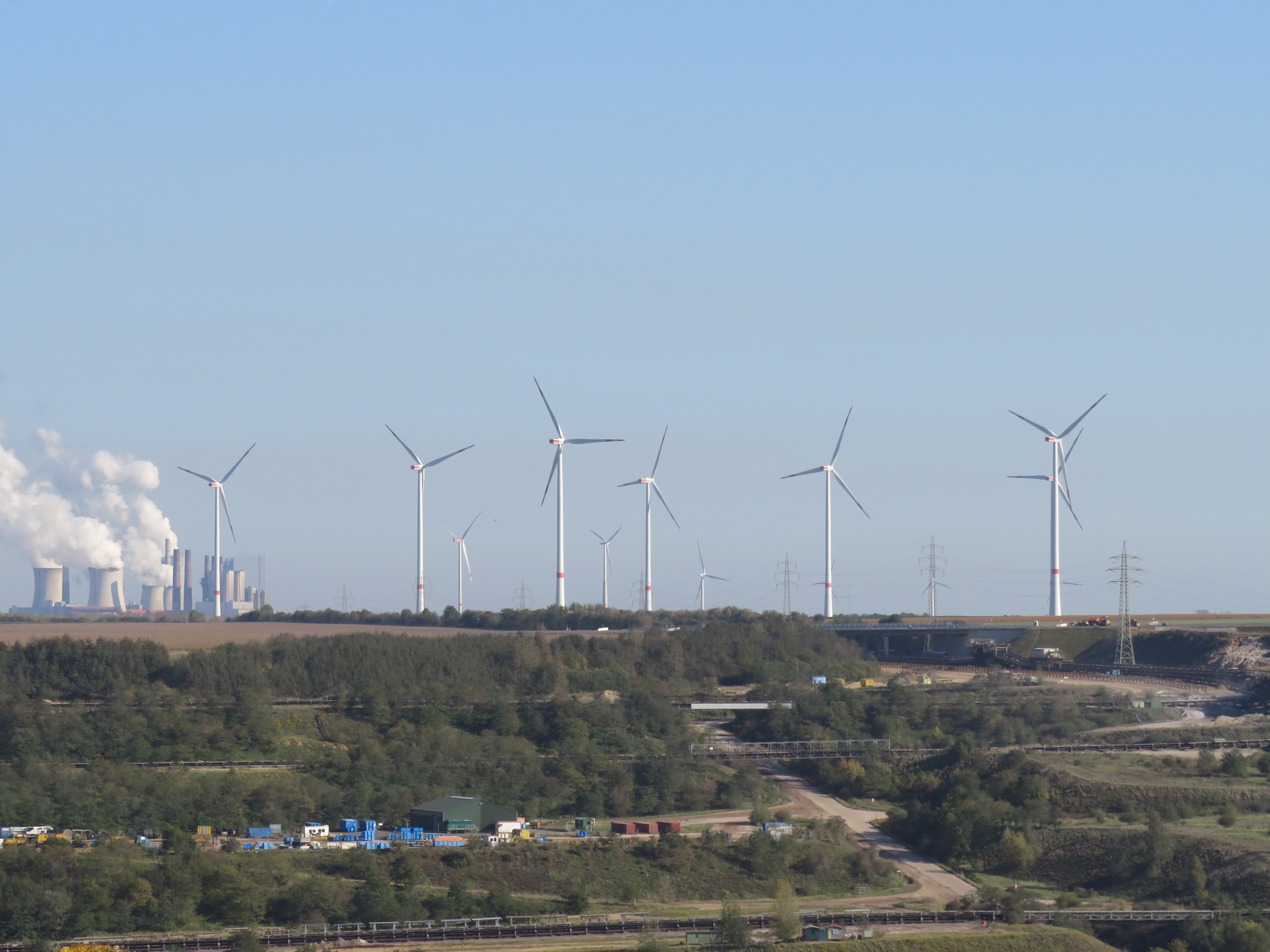
Windpark Königshovener Höhe, im Hintergrund Kraftwerk Neurath

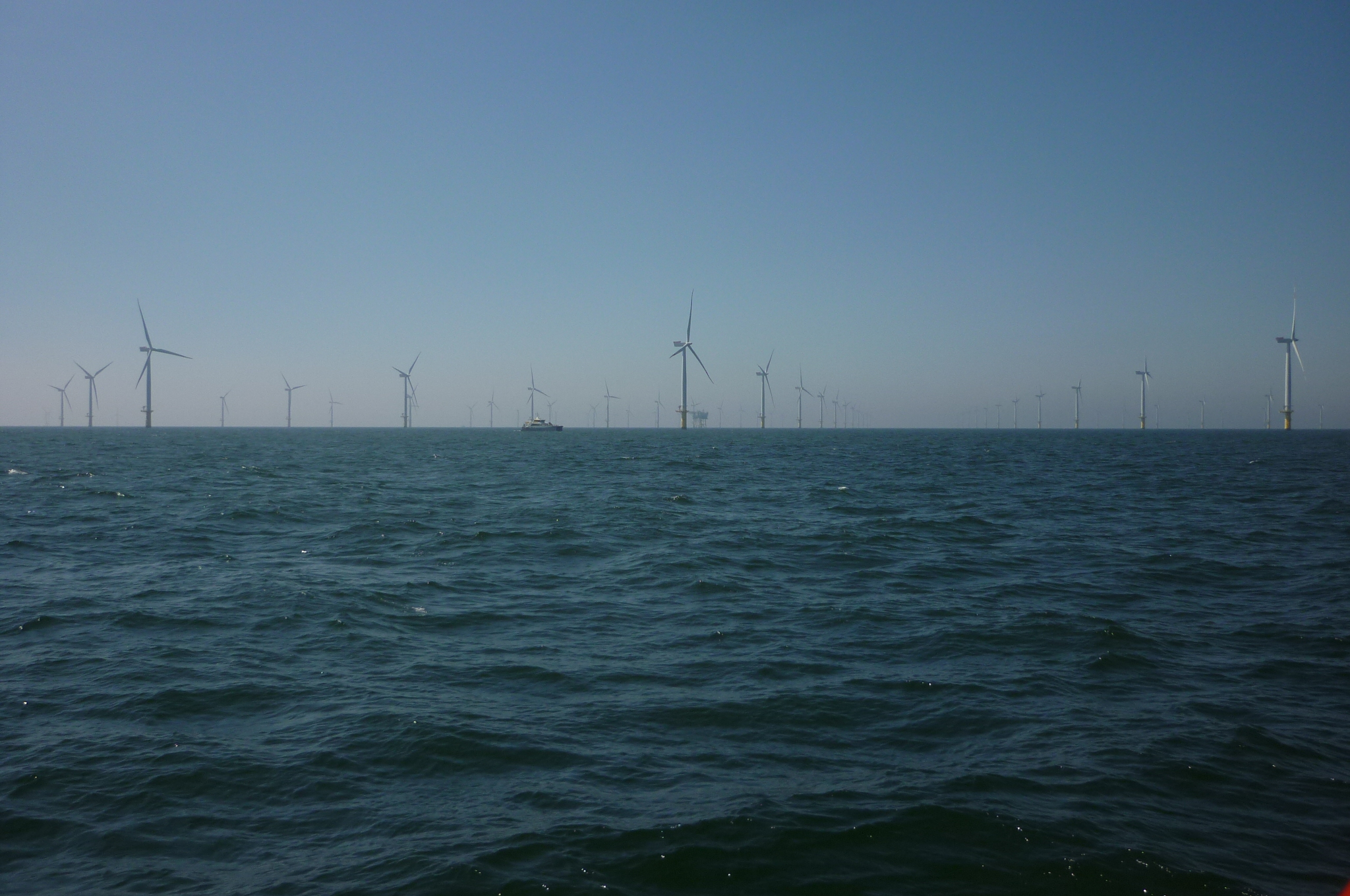
Offshore-Windpark Amrumbank West

RWE betreibt zahlreiche Kraftwerke; zum größten Teil erfolgt RWEs Energieproduktion durch konventionelle fossile Kohle- und Gaskraftwerke. Der Konzern erzeugte im Jahr 2022 33,7 % seines Stroms aus Gas, 32,7 % aus Braunkohle, 21,0 % aus Erneuerbaren, 7,8 % aus Kernenergie, 4,7 % aus Steinkohle und 0,1 % aus Pumpwasser-, Öl und sonstigen Kraftwerken.
Der CO2-Ausstoß des Unternehmens wurde von 2022 bis 2023 um 27 Prozent auf 60,6 Millionen Tonnen gesenkt. und von 2023 bis 2024 um 13 Prozent auf 52,6 Millionen Tonnen.
RWE importierte im Jahr 2013 Kohle beispielsweise aus der Mine El Cerrejón in Kolumbien. Dort kommt es zu Interessenskonflikten mit dem Wayúu-Volk. RWE hat gemeinsam mit den europäischen Kohleimporteuren E.ON, Vattenfall, Électricité de France, GDF Suez, Enel und Dong Energy 2010 die Initiative „Better Coal“ ins Leben gerufen. Diese soll dafür sorgen, dass der Kohleabbau mit Verantwortungsübernahme für die Umwelt abläuft. Die Initiative wird als Greenwashing kritisiert.
→ Listen der RWE-Kraftwerke unter RWE Generation (Kern- und konventionelle Kraftwerke incl. Wasserkraft)
| Windpark auf See     | Meer          | Land                   | Kapazität (MW) | Beteiligung | Betrieb |
| -------------------- | ------------- | ---------------------- | -------------- | ----------- | ------- |
| Alpha ventus         | Nordsee       | Deutschland            | 60             | 26,25 %     | 2009    |
| Amrumbank West       | Nordsee       | Deutschland            | 302,4          | 100 %       | 2015    |
| Arkona-Becken Südost | Ostsee        | Deutschland            | 378            | 50 %        | 2019    |
| Nordsee Ost          | Nordsee       | Deutschland            | 295,2          | 100 %       | 2015    |
| Nordsee One          | Nordsee       | Deutschland            | 332,1          | 15 %        | 2017    |
| Kaskasi              | Nordsee       | Deutschland            | 342            | 100 %       | 2022    |
| Galloper             | Nordsee       | Vereinigtes Königreich | 352,8          | 25 %        | 2018    |
| Greater Gabbard      | Nordsee       | Vereinigtes Königreich | 504            | 50 %        | 2012    |
| Gwynt y Mor          | Irische See   | Vereinigtes Königreich | 576            | 50 %        | 2015    |
| Humber Gateway       | Nordsee       | Vereinigtes Königreich | 219            | 51 %        | 2015    |
| London Array         | Nordsee       | Vereinigtes Königreich | 630            | 30 %        | 2012    |
| Rampion              | Ärmelkanal    | Vereinigtes Königreich | 400,2          | 50 %        | 2018    |
| Rhyl Flats           | Irische See   | Vereinigtes Königreich | 90             | 50,1 %      | 2009    |
| Robin Rigg           | Irische See   | Vereinigtes Königreich | 174            | 100 %       | 2010    |
| Scroby Sands         | Nordsee       | Vereinigtes Königreich | 60             | 100 %       | 2004    |
| Triton Knoll         | Nordsee       | Vereinigtes Königreich | 857,25         | 59 %        | 2022    |
| Thorntonbank         | Nordsee       | Belgien                | 325            | 26,7 %      | 2013    |
| Nysted (Rødsand) 2   | Ostsee        | Dänemark               | 207            | 20 %        | 2010    |
| Kårehamn             | Ostsee        | Schweden               | 48             | 100 %       | 2013    |
| Planung              |               |                        |                |             |         |
| FEW Baltic II        | Ostsee        | Polen                  | 350            | 100 %       | 2025    |
| Nordseecluster       | Nordsee       | Deutschland            | 1560           | 100 %       | 2026    |
| Chu Feng             | Formosastraße | Taiwan                 | 448            |             |         |
| Awel y Môr           | Irische See   | Vereinigtes Königreich | 1100           | 60 %        | 2030    |
| Dublin Array         | Irische See   | Vereinigtes Königreich |                | 50 %        |         |
| Five Estuaries       | Nordsee       | Vereinigtes Königreich |                | 25 %        |         |
| North Falls          | Nordsee       | Vereinigtes Königreich |                | 50 %        |         |
| Rampion 2            | Ärmelkanal    | Vereinigtes Königreich |                | 50,1 %      |         |
| Sofia                | Nordsee       | Vereinigtes Königreich | 1400           | 100 %       | 2026    |
| Norfolk              | Nordsee       | Vereinigtes Königreich | 4200           | 100 %       | 2029    |
| Södra Midsjöbanken   | Ostsee        | Schweden               |                |             | 2029    |
| Thor                 | Nordsee       | Dänemark               | 1000           | 100 %       | 2027    |
| OranjeWind           | Nordsee       | Niederlande            | 795            | 50 %        | 2028    |

### Netze
Mit den Vorgaben des Energiewirtschaftsgesetzes und der EU und nachdem das von der deutschen Energiewirtschaft zunächst favorisierte Modell des verhandelten Netzzugangs zugunsten des staatlich regulierten Netzzugangs umgesetzt wurde, kam es ab 2003 zur rechtlichen Entflechtung der Übertragungs-(bzw. Fernleitungs-) und Verteilungsnetze für Strom und Gas mit der Schaffung eigens zuständiger Tochtergesellschaften.

#### Übertragungsnetz Strom
2003 wurde Amprion (ursprünglich RWE Transportnetz Strom GmbH) als Tochterunternehmen im RWE-Konzern gegründet. Amprion mit Sitz in Dortmund ist einer von vier Übertragungsnetzbetreibern in Deutschland. Der Verkauf von 74,9 % der Amprion-Anteile durch RWE für einen Kaufpreis von 1 Mrd. Euro an ein Commerz-Real-Konsortium aus Infrastrukturfonds wurde im Juni 2011 angekündigt und im September 2011 abgeschlossen.

#### Fernleitungsnetz Gas
2004 wurde die Thyssengas (ursprünglich RWE Transportnetz Gas GmbH) als Tochterunternehmen Fernleitungsnetzbetreiber im RWE-Konzern geschaffen. Im April 2007 leitete die EU-Kommission ein Missbrauchsverfahren gegen RWE ein unter dem Verdacht, sie habe über die RWE Transportnetz Gas Konkurrenten den Zugang zum Erdgasmarkt erschwert. Die EU-Kommissarin für Wettbewerb Neelie Kroes kam zu der Beurteilung, dass RWE auf den Gastransportmärkten in Nordrhein-Westfalen den Markt beherrsche. Nach Androhung eines Bußgeldes in dreistelliger Millionenhöhe bot RWE im Mai 2008 an, sein Gastransportnetz in Deutschland innerhalb von zwei Jahren an einen unabhängigen Dritten zu verkaufen. Nach langer Prüfung gab die EU-Wettbewerbsbehörde Mitte März 2009 bekannt, dass das Verfahren bei einem Verkauf des Gasübertragungsrechtes eingestellt werde. Im Dezember 2010 wurde schließlich ein Vertrag zum Verkauf der Thyssengas abgeschlossen. Der Verkauf wurde im Februar 2011 nach Genehmigung durch die Kartellbehörden vollzogen.

#### Verteilungsnetze
Zum 1. Januar 2013 hat RWE sein Verteilnetzgeschäft für Strom, Gas, und Wasser in eine neue Gesellschaft ausgegliedert. Verteilnetzbetreiber ist Westnetz, ein Tochterunternehmen von Innogy mit Sitz in Dortmund. Nach Veräußerung von Innogy gehören diese seit September 2019 zu E.ON.

## Marktstellung in Deutschland
RWE gehört zu den weltgrößten Strom- und Gasversorgern. Im Jahr 1999 befürchtete das Bundeskartellamt bei der Fusion von RWE und VEW ein wettbewerbsloses Duopol im Elektrizitätsmarkt, denn zeitgleich beantragten Veba und Viag den Zusammenschluss zur E.ON. Die beiden Fusionen wurden 2000 unter weitreichenden Auflagen genehmigt. 2003 stellte das Bundeskartellamt in einem Untersagungsbeschluss fest, der 2008 vom Bundesgerichtshof bestätigt wurde, dass E.ON und RWE ein „marktbeherrschendes Duopol“ bilden. In seinem Sektoruntersuchungsbericht 2011 geht das Kartellamt auf Basis von Daten der Jahre 2007/08 unter Annahme keiner grundlegenden Veränderungen bis 2010 davon aus, dass im Bereich Stromerzeugung und -großhandel „mehrere Anbieter (RWE, E.ON, Vattenfall und gegebenenfalls auch EnBW) individuell über eine marktbeherrschende Stellung verfügen.“ Die Monopolkommission befand in ihrem Sondergutachten 2013, dass die individuelle Marktmacht in den derzeitigen Marktverhältnissen nicht mehr bestehe.
2006 wurde RWE durch das Bundeskartellamt abgemahnt, da es kostenlos zugeteilte CO2-Zertifikate gegenüber seinen Industriekunden als Kosten geltend gemacht hatte.
Die Europäische Kommission für Wettbewerb genehmigte im Februar 2019 nach einer Fusionskontrolle die Übernahme der E.ON-Stromerzeugung durch RWE. Im Rahmen des Austausches von Vermögenswerten hat RWE den Großteil der E.ON-Vermögenswerte zur Erzeugung von erneuerbarem Strom und von Atomstrom sowie eine Minderheitsbeteiligung von 16,67 Prozent an E.ON als Teilzahlung für die Vermögenswerte, die RWE im Rahmen des Austauschs an E.ON veräußert, erworben. Im September 2019 gab die Europäische Kommission auch die Übernahme von Innogy durch E.ON unter Auflagen frei. Damit geht eine vollständige Geschäftsfeldaufteilung zwischen den beiden Energiekonzernen E.ON und RWE einher. E.ON konzentriert sich auf den Vertrieb und das Verteilnetz. RWE bündelt die Stromerzeugung aus konventionellen und erneuerbaren Quellen. Gegen beide Freigaben klagten verschiedene Wettbewerber (u. a. Mainova, Naturstrom AG und Stadtwerke) vor dem Gericht der Europäischen Union: Die Aufteilung des Energiemarktes zwischen zwei Unternehmen sei schädlich für den Wettbewerb und damit schädlich für die Verbraucher. Der Verband kommunaler Unternehmen unterstützte die Klagen. Diese hatten keinen Erfolg.
Im Marktmachtbericht zur Stromerzeugung 2021 des Bundeskartellamtes stellt die Behörde fest, dass der Kraftwerkspark des unverändert größten Stromerzeugers RWE erwartungsgemäß in einer deutlich größeren Anzahl von Stunden unverzichtbar für die Deckung der Stromnachfrage sei. Nach den Ermittlungen liege RWE damit über der Schwelle für eine marktbeherrschende Stellung.

### Ausgewählte Transaktionen
Ausgewählte Akquisitionen (ab 2000)
- 2000 – Vereinigte Elektrizitätswerke Westfalen (VEW)
- 2001 – Thames Water, Großbritannien
- 2002 – RWE Transgas, Tschechien
- 2002 – Innogy Holdings, Großbritannien
- 2003 – American Water Works Company, USA
- 2009 – Favorit Unternehmens-Verwaltungsgesellschaft (deutsches Nah- und Fernwärmegeschäft der ExxonMobil)[96]
- 2009 – Essent, Niederlande
- 2022 – Con Edison Clean Energy Businesses, USA[97]

Ausgewählte Desinvestitionen (ab 2000)
- 2002 – RWE Dea Downstream-Geschäft (Tankstellen)
- 2003 – Consol Energy (Steinkohle), USA
- 2004 – Hochtief (Bau)
- 2004 – Heidelberger Druckmaschinen
- 2010 – Thyssengas
- 2011 – Amprion (74,9 %)
- 2012 – VSE (19 %)
- 2012 – Berliner Wasserbetriebe (24,95 %)
- 2012 – Koblenzer Elektrizitätswerk und Verkehrs-AG (57,5 %)
- 2014 – RWE DEA Upstream-Geschäft
- 2019 – Innogy Verkauf an E.ON[79]

## Kritik

### Klimawandelleugnung
Noch bis Mitte der 2000er Jahre leugnete der Konzern den menschengemachten Klimawandel. So schrieben RWE-Anwälte noch 2006, als längst der wissenschaftliche Konsens zum Klimawandel herrschte, in einem Kölner Oberlandesgericht eingereichten Schriftstück, eine „angenommene Gefahr“ sei „weder konkret noch gegenwärtig. Ob es Klimaveränderungen geben wird, ist wissenschaftlich nicht bewiesen, Kausalzusammenhänge zwischen den einzelnen menschlichen Einflussnahmen auf die Umwelt und Klimaphänomene sind offen.“

### Energiemix
Kritiker warfen 2009 RWE vor, an den konventionellen Energien, insbesondere der Kohle, festzuhalten und die erneuerbaren Energien nicht ausreichend zu fördern. RWE steigerte 2023 die Stromproduktion aus Erneuerbaren Energien um 27 % auf 45,2 Terawattstunden (TWh) gegenüber 35,5 TWh im Jahr 2022 und 2024 um 7,9 % auf 48,8 TWh.
RWE ist selbst größter Nutzer von Braunkohle in Deutschland: Das Unternehmen baut im Rheinischen Braunkohlerevier in den Tagebauen Garzweiler, Hambach und Inden die Kohle ab. RWE steht in der Kritik, dort für die Absenkung des Grundwassers und für Bergschäden verantwortlich zu sein. Weiterhin wurde die Zerstörung von Ortschaften und Natur durch das Abbaggern kritisiert. Beispiele sind die Aktion Ende Gelände 2015, der im Januar 2018 eingeleitete Abriss des fast 1000 Jahre alten Dorfes Immerath, die rechtswidrige Räumung des Hambacher Forsts 2018 und der im Januar 2023 erfolgte Abriss Lützeraths zur Ausdehnung des Tagebaus Garzweiler.